# شجرة التكنولوجيا

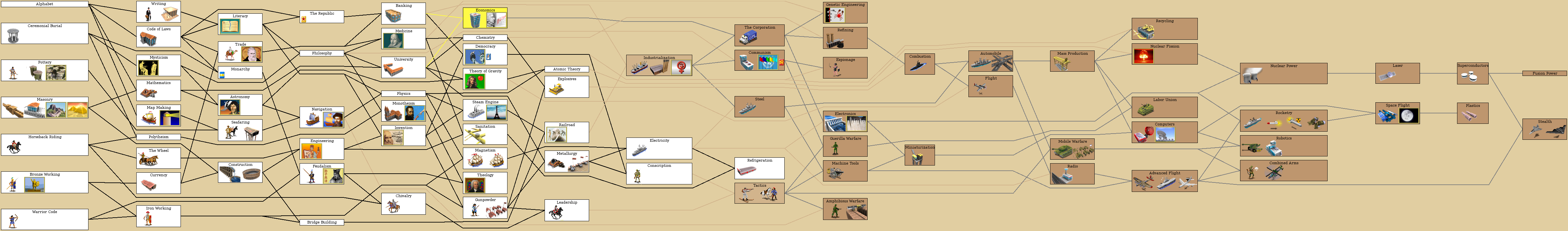

في الألعاب الإستراتيجية ، تمثل شجرة التكنولوجيا أو التقنية أو البحث تمثيلاً مرئيًا هرميًا للتسلسلات المحتملة للترقيات التي يمكن للاعب إجراؤها (غالبًا من خلال إجراء البحث). نظرًا لأن هذه الأشجار موجهة تقنيًا وغير دورية ، فيمكن وصفها بدقة أكبر على أنها رسم بياني غير دوري موجه بالتكنولوجيا. المخطط على شكل شجرة بمعنى أنه يتفرع بين كل "مستوى" ، مما يسمح للاعب باختيار تسلسل أو آخر. يُطلق على كل مستوى اسم الطبقة وغالبًا ما يستخدم لوصف القوة التكنولوجية للاعب. عادةً ، في بداية جلسة لعبة إستراتيجية ، سيبدأ اللاعب من المستوى 1 ، ولن يكون لديه سوى خيارات قليلة لتقنيات البحث. ستفتح كل تقنية يبحث عنها اللاعب خيارًا واحدًا أو أكثر من الخيارات الجديدة ، ولكنها قد تغلق أو لا تؤدي ، اعتمادًا على لعبة الكمبيوتر ، إلى إغلاق المسارات إلى خيارات أخرى. شجرة التكنولوجيا هي تمثيل لجميع المسارات الممكنة للبحث التي يمكن للاعب أن يتخذها ، حتى ذروة التسلسل المذكور.
يقال إن اللاعب الذي ينخرط في أنشطة بحثية "يطور التكنولوجيا" أو "يصعد شجرة التكنولوجيا" أو "يرتقي في شجرة التكنولوجيا". يمكن أن يقود تحليل شجرة التكنولوجيا اللاعبين إلى حفظ واستخدام أوامر بناء محددة.